# Kollagen-Typ 1α1
Kollagen-Typ 1α1, auch bekannt als Alpha-1-Typ-I-Kollagen, ist ein Strukturprotein, das beim Menschen durch das COL1A1-Gen kodiert wird. Das COL1A1-Gen ist für die Produktion der Hauptkomponente von Typ-I-Kollagen verantwortlich, einem fibrillären Kollagen, das in den meisten Bindegeweben – einschließlich Knorpelgewebe – vorkommt.

## Funktion
Kollagen ist ein Strukturprotein, das Festigkeit und elastische Unterstützung für zahlreiche Gewebe wie Knorpel, Knochen, Sehnen, Haut und die Augensklera bietet. Konkret kodiert das COL1A1-Gen für die pro-α1(I)-Kette – eine Untereinheit des Typ-I-Kollagens. Zusammen mit einer weiteren pro-α1(I)-Kette und der vom COL1A2-Gen produzierten pro-α2(I)-Kette bildet sie das Prokollagen-Molekül. Diese schraubenförmige Tripelhelix-Struktur wird extrazellulär durch Enzyme prozessiert, um anschließend lange, vernetzte Fibrillen auszubilden. Durch Quervernetzung der Fibrillen im Extrazellularraum entstehen hochfeste Typ-I-Kollagenfasern, die Gewebesteifigkeit und -elastizität gewährleisten – Eigenschaften, die für die Integrität kollagenreicher Gewebe essenziell sind.

## Genstruktur
Das COL1A1-Gen befindet sich auf dem langen Arm (q-Arm) von Chromosom 17 zwischen den Positionen 21.3 und 22.1 (ab Basenpaar 50.183.289 bis 50.201.632).

## Klinische Bedeutung
Mutationen im COL1A1-Gen sind mit folgenden Erkrankungen assoziiert:
- Ehlers-Danlos-Syndrom, vaskulärer Typ (kurz vEDS, auch Sack-Barabas-Syndrom genannt): In Einzelfällen können bestimmte heterozygote Arginin-zu-Cystein-Mutationen im COL1A1-Gen eine vaskuläre Fragilität auslösen, die dem klinischen Bild des durch COL3A1-Mutationen bedingten vEDS gleicht.
- Ehlers-Danlos-Syndrom, Arthrochalasia-Typ: Die Ursache für diese Erkrankung liegt in Mutationen des COL1A1-Gens. Diese Genveränderungen bewirken, dass Zellen einen kritischen Abschnitt der pro-α1(I)-Kette nicht einbauen – ein Abschnitt, der für die Vernetzung der Kollagenmoleküle essenziell ist. Infolgedessen verliert Typ-I-Kollagen seine strukturelle Stabilität. Besonders betroffen sind daher Gewebe mit hohem Typ-I-Kollagenanteil wie Haut, Knochen und Sehnen. Im Gegensatz dazu entsteht der Ehlers-Danlos-Typ IV primär durch Defekte in der Strukturbildung der retikulären Fasern (Kollagen Typ III).
- Ehlers-Danlos-Syndrom, klassischer Typ: In Einzelfällen kann eine Mutation im COL1A1-Gen für die Entstehung des klassischen Typs verantwortlich sein. Dabei wird die Aminosäure Arginin an Position 134 durch Cystein ersetzt (Arg134Cys). Das mutierte Protein interagiert auf abnorme Weise mit anderen kollagenproduzierenden Proteinen, stört die strukturelle Integrität der Typ-I-Kollagenfibrillen und verhindert den ordnungsgemäßen Transport des Kollagens aus der Zelle. Es wird vermutet, dass diese Störungen der Kollagenbildung die klinischen Symptome der Erkrankung bedingen. Entscheidend ist zudem die Hydroxylierung von Lysin durch das Enzym Lysylhydroxylase – ohne diesen Schritt kann sich die stabile Endstruktur des Kollagens nicht ausbilden.
- Osteogenesis imperfecta, Typ I: Dies ist die häufigste durch COL1A1-Mutationen verursachte Erkrankung. Auslöser sind Mutationen, die eine der beiden Genkopien funktionsuntüchtig machen – die betroffene Kopie produziert keine pro-α1(I)-Ketten mehr. Da nur die intakte Kopie das Strukturprotein synthetisieren kann, sinkt der Kollagen-Typ-I-Spiegel auf etwa die Hälfte des Normalwerts. Diese Halbierung der Kollagenmenge destabilisiert das Knochengewebe und erklärt die pathognomonische Knochenbrüchigkeit.
- Osteogenesis imperfecta, Typ II: Die schwere Verlaufsform der Osteogenesis imperfecta Typ II entsteht durch unterschiedlichste Mutationen im COL1A1-Gen. Das Spektrum reicht von Deletionen bis hin zum Austausch der Aminosäure Glycin im Prokollagenstrang durch andere Aminosäuren. Zusätzlich können Strukturdefekte am C-Terminus des Gens die korrekte Zusammenlagerung der Proteinstränge blockieren. Gemeinsam ist allen Mutationen, dass sie die Reifung des Typ-I-Kollagens unterbinden – ein zentraler Defekt, der die Schwere der Erkrankung erklärt.
- Osteogenesis imperfecta, Typ III: Mutationen im COL1A1-Gen können funktionsuntüchtige Proteine erzeugen, denen wichtige Strukturabschnitte fehlen – diese sind für die Kollagensynthese unverzichtbar. Andere Mutationstypen ersetzen die Aminosäure Glycin in der pro-α1(I)-Kette durch andere Aminosäuren und verhindern so die für die Kollagenbildung essenzielle Wechselwirkung zwischen den Ketten. Entscheidend ist, dass die veränderten Prokollagenstränge sich nicht mehr korrekt zu einer dreisträngigen, reifen Kollagenstruktur organisieren können – ein Strukturdefekt, der die Reifung des Typ-I-Kollagens unterbindet. Betroffen sind insbesondere Gewebe mit hohem Typ-I-Kollagenanteil (Haut, Knochen, Zähne, Sehnen), was direkt die klinische Manifestation der Osteogenesis imperfecta Typ III erklärt.
- Osteogenesis imperfecta, Typ IV: Die Osteogenesis imperfecta Typ IV entsteht durch heterogene Mutationen im COL1A1-Gen. Diese umfassen sowohl Deletionen als auch Punktmutationen. Die Folge sind defekte pro-α1(I)-Ketten – entweder stark verkürzt oder strukturell verändert durch die Substitution der Aminosäure Glycin. Gemeinsam behindern diese Defekte die Ausbildung der stabilen Tripelhelix des Typ-I-Kollagens, da die veränderten Proteinketten sich nicht korrekt anordnen können. Die daraus resultierende schwere Kollagenstörung ist pathognomonisch für die klinische Ausprägung des Typs IV.
- Osteoporose: Osteoporose ist durch eine progressive Knochenbrüchigkeit und erhöhte Frakturanfälligkeit gekennzeichnet. Ein entscheidender Risikofaktor ist ein bestimmter Polymorphismus im COL1A1-Gen. Konkret führt eine genetische Variante in der Sp1-Bindungsstelle des Gens zu einer verminderten Knochenmasse und gehäuften Wirbelfrakturen – ursächlich hierfür sind strukturelle Veränderungen des COL1A1-Proteins, die durch das mutierte Allel verursacht werden. Mehrere Studien zeigen, dass Frauen mit dieser speziellen genetischen Variation an der Sp1-Stelle häufiger Symptome von Osteoporose aufweisen als Frauen ohne diese Variation.
- Anfälligkeit für Hernien.[1]
- Anfälligkeit für Bandscheibendegeneration und Bandscheibenvorfall.[2]